# 392 (szám)
A 392 (római számmal: CCCXCII) egy természetes szám.

## A szám a matematikában
A tízes számrendszerbeli 392-es a kettes számrendszerben 110001000, a nyolcas számrendszerben 610, a tizenhatos számrendszerben 188 alakban írható fel.
A 392 páros szám, összetett szám, kanonikus alakban a 23 · 72 szorzattal, normálalakban a 3,92 · 102 szorzattal írható fel. Tizenkettő osztója van a természetes számok halmazán, ezek növekvő sorrendben: 1, 2, 4, 7, 8, 14, 28, 49, 56, 98, 196 és 392.
Négyzetteljes szám, de nem teljes hatvány, ezért Achilles-szám.
A 392 négyzete 153 664, köbe 60 236 288, négyzetgyöke 19,79899, köbgyöke 7,31861, reciproka 0,0025510. A 392 egység sugarú kör kerülete 2463,00864 egység, területe 482 749,69352 területegység; a 392 egység sugarú gömb térfogata 252 317 173,1 térfogategység.